# Liste der Monuments historiques in Charroux (Vienne)
Die Liste der Monuments historiques in Charroux (Vienne) führt die Monuments historiques in der französischen Gemeinde Charroux auf.

## Liste der Bauwerke
| Bezeichnung          | Beschreibung                        | Standort                 | Kennzeichnung | Schutzstatus | Datum | Bild           |
| -------------------- | ----------------------------------- | ------------------------ | ------------- | ------------ | ----- | -------------- |
| Fachwerkhaus         | Erbaut im 15. Jahrhundert           | Rue Saint-Sulpice (Lage) | PA00105387    | Inscrit      | 1927  |                |
| Château de Rochemaux | Schloss, erbaut im 15. Jahrhundert  | (Lage)                   | PA00105384    | Inscrit      | 1982  |                |
| Markthalle           | Erbaut im 16. Jahrhundert           | (Lage)                   | PA00105385    | Classé       | 1986  | weitere Bilder |
| Porte de l’Aumônerie | Stadttor, erbaut im 13. Jahrhundert | (Lage)                   | PA00105388    | Classé       | 1927  |                |
| Abtei Charroux       | Erbaut im 12. Jahrhundert           | (Lage)                   | PA00105383    | Classé       | 1986  | weitere Bilder |
| Fachwerkhaus         | Erbaut um 1500                      | Rue des Halles (Lage)    | PA00105386    | Classé       | 1987  |                |

## Liste der Objekte

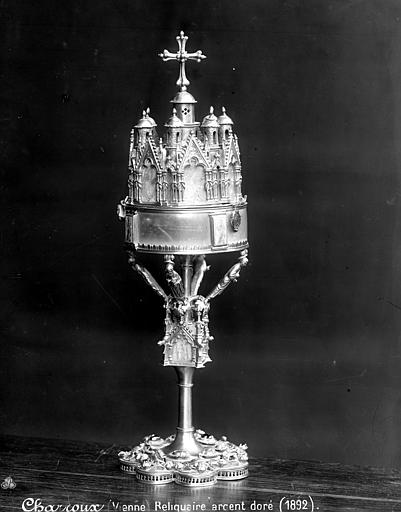
Reliquiar in der Abtei (14. Jahrhundert)

- Monuments historiques (Objekte) in Charroux (Vienne) in der Base Palissy des französischen Kultusministeriums